# Sympatolityki
Sympatolityki, antysympatykotoniki – grupa leków hamujących współczulny układ nerwowy pośrednio poprzez upośledzenie uwalniania noradrenaliny do szczeliny synaptycznej (np. pobudzając presynaptyczne receptory α2-adrenergiczne sprzężone z białkiem Gi lub uniemożliwiając magazynowanie amin katecholowych (neuroprzekaźników) w zakończeniach nerwów układu współczulnego).
Do leków o działaniu sympatolitycznym zalicza się:
- alkaloidy Rauwolfii: rezerpina, bietaserpina
- pochodne fenyloalaniny: metyldopa
- pochodne 2-imidazoliny: klonidyna, moksonidyna
- pochodne guanidyny: guanetydyna, guanoksan, debryzochina, guanabenz, guanfacyna

Przeczytaj ostrzeżenie dotyczące informacji medycznych i pokrewnych zamieszczonych w Wikipedii.